# Залиман (Харьковская область)
Залима́н (укр. Залиман) — село,
Залиманский сельский совет,
Балаклейский район,
Харьковская область, Украина.
Код КОАТУУ — 6320282801. Население по переписи 2024 г. составляет 409 человек.
Является административным центром Залима́нского сельского совета, в который, кроме того, входят
с. Мирная Долина,
с. Норцовка.
В окрестностях много братских могил советских воинов.

## Географическое положение
Село лежит на берегу реки Северский Донец. На противоположном берегу лежит
пгт Савинцы.

## Достопримечательности
Энтомологический заказник местного значения «Бойневе». Площадь 17,3 га. Размещен в с. Залиман. Живут около 30 видов полезных насекомых, из которых более 10 видов — дикие пчелы — опылители люцерны.

## Известные люди
Краснокутский, Константин Архипович — родился в селе Залиман в 1914 году, Герой Советского Союза.